# Стоун, Сидра
Сидра Стоун (англ. Sidra Stone; род. 15 апреля 1937, Бруклин, Нью-Йорк) — американская писательница и психотерапевт, основатель (совместно с Хэлом Стоуном) метода «диалог с голосами» (англ. Voice Dialogue).

## Биография
Получила бакалавра гуманитарных наук с отличием в Барнардском колледже в 1957 году и степень доктора философии по психологии в Университете штата Мэриленд в Колледж-Парке. Работала в психиатрической клинике для ветеранов в качестве клинического психотерапевта, а также занималась частной психотерапевтической практикой. В 1967 году, после переезда в Лос-Анджелес, продолжала частную практику, а также работала консультантом по психологии в Гамбургском приюте для девочек-подростков, где в 1971 году стала исполнительным директором.
С большим энтузиазмом Сидра превратила приют в центр полнофункционального лечения для трудных девочек-подростков, используя в качестве лечения холистические техники. Она разработала терапевтическую программу, совмещающую в себе коррекцию поведения и интенсивную индивидуальную и групповую психотерапию, основанную на принципах психоанализа. Она обогатила программу основами средней школы, арт-терапией, классом творческого сочинения, театральными играми, йогой, туризмом по диким местам Калифорнии, вниманием к питанию и физкультурой.

## Книги
- Stone, H., Stone, S., Embracing Each Other: How to Make All Your Relationships Work for You. Delos Publications, 1989. — ISBN 1-56557-062-6
- Stone, H., Stone, S., Embracing Our Selves: The Voice Dialogue Manual. Nataraj Publishing, 1993. — ISBN 1-882591-06-2
- Stone, H., Stone S., Embracing Your Inner Critic: Turning Self-Criticism into a Creative Asset. San Francisco: HarperSanFrancisco, 1993. — ISBN 0-06-250757-5
- Stone, S., Stone, H., You Don’t Have to Write a Book!. Delos Publications, 1998. — ISBN 1-56557-060-X
- Stone, S., The Shadow King: The Invisible Force That Holds Women Back. Backinprint, 1998. — ISBN 0-595-13755-5
- Stone, H., Stone S., Partnering: A New Kind of Relationship. New World Library, 2000. — ISBN 1-57731-107-8
- Stone, H., Stone, S., (Editing & Reflections by Dianne Braden), «THE FIRESIDE CHATS with Hal and Sidra Stone» Delos Publications, 2011 — ISBN 978-1-56557-039-9